# Earl of Morton

Wappen der Earls of Morton aus dem Hause Douglas

Earl of Morton ist ein erblicher britischer Adelstitel, der zweimal in der Peerage of Scotland verliehen wurde.
Historische Familiensitze der Earls waren unter anderem Loch Leven Castle und Aberdour Castle und ist seit 1750 Dalmahoy House bei Kirknewton in Midlothian.

## Verleihung und nachgeordnete Titel
Der Titel wurde am 14. März 1458 an James Douglas of Dalkeith, aus dem Clan Douglas verliehen. Die Verleihung erfolgte, als dieser Johanna, die taubstumme Tochter von König Jakob I., heiratete. Bereits seit 1457 war er Lord der feudalen Baronie Dalkeith, mit der um 1430 sein Großvater belehnt worden war. Die Heirs apparent der Earls of Morton verwendeten den davon abgeleiteten Höflichkeitstitel Lord Dalkeith, bis diese Ländereien 1642 vom 7. Earl an Francis Scott, 2. Earl of Buccleuch verkauft wurden.
Da der 3. Earl keine Söhne hatte, wurde bezüglich seines Titels nach einigem Rechtsstreit 1543 vom Court of Session eine besondere Erbregelung getroffen und vom König bestätigt, nach der der Titel auch an den Gatten seiner Tochter Elizabeth, James Douglas of Pittendreich und falls dieser keine männlichen Nachkommen haben sollte, auch an dessen Bruder David Douglas, 7. Earl of Angus und dessen männliche Nachkommen vererbbar sei. Entsprechend fiel der Titel 1548 an James als 4. Earl.
Der 4. Earl wurde am 2. Juni 1581 im Zusammenhang mit seiner Beteiligung an der Ermordung von Henry Stuart, Lord Darnley wegen Hochverrats geächtet und hingerichtet, seine Titel und Ländereien wurden ihm damit aberkannt. Ein Neffe des 4. Earls, John Maxwell, 7. Lord Maxwell, erwirkte kurz darauf, dass ihm die Ländereien am 5. Juni 1581 überschrieben wurden und ihm am 29. Oktober 1581 in zweiter Verleihung der Titel Earl of Morton, mit dem nachgeordneten Titel Lord Carlyle and Eskdaill, verliehen wurde. Sein Neffe und designierter Erbe Archibald Douglas, 8. Earl of Angus erreichte 1586 die Wiederherstellung der Titel erster Verleihung und die Herausgabe der Ländereien zu seinen Gunsten als 5. Earl of Morton. Der Earl zweiter Verleihung wurde hierzu 1585 der 1581 erhaltenen Ländereien enteignet. Der Streit um den Earlstitel endete erst 1620, als der Sohn und Erbe des Earls zweiter Verleihung Robert Maxwell auf den Titel Earl of Morton verzichtete und dafür die Titel Earl of Nithsdale und Lord Maxwell, Eskdale and Carleill erhielt. Der 5. Earl of Morton hatte bereits seit 1558 den Titel 8. Earl of Angus inne, der bei seinem Tod 1588 an eine andere Linie der Familie fiel. 
Um im Englischen Bürgerkrieg Geld für die Sache der Royalisten zu erlangen, verkaufte der 7. Earl 1642 seine Besitzungen in Dalkeith an Francis Scott, 2. Earl of Buccleuch und gab dadurch den nachgeordneten Titel Lord Dalkeith auf. Der Titelerbe führte ab diesem Zeitpunkt nicht mehr den Höflichkeitstitel Lord Dalkeith, sondern den scheinbar erfundenen Höflichkeitstitel Lord Aberdour nach einer weiteren Besitzung des Earls in Aberdour.
Der 16. Earl wurde am wurde am 11. August 1791 in der Peerage of Great Britain zum Baron Douglas of Lochleven, of Lochleven in the County of Kinross, erhoben. Der Titel erlosch bei seinem kinderlosen Tod 1827, die übrigen Titel fielen an seinen Cousin als 17. Earl.

## Liste der Earls of Morton

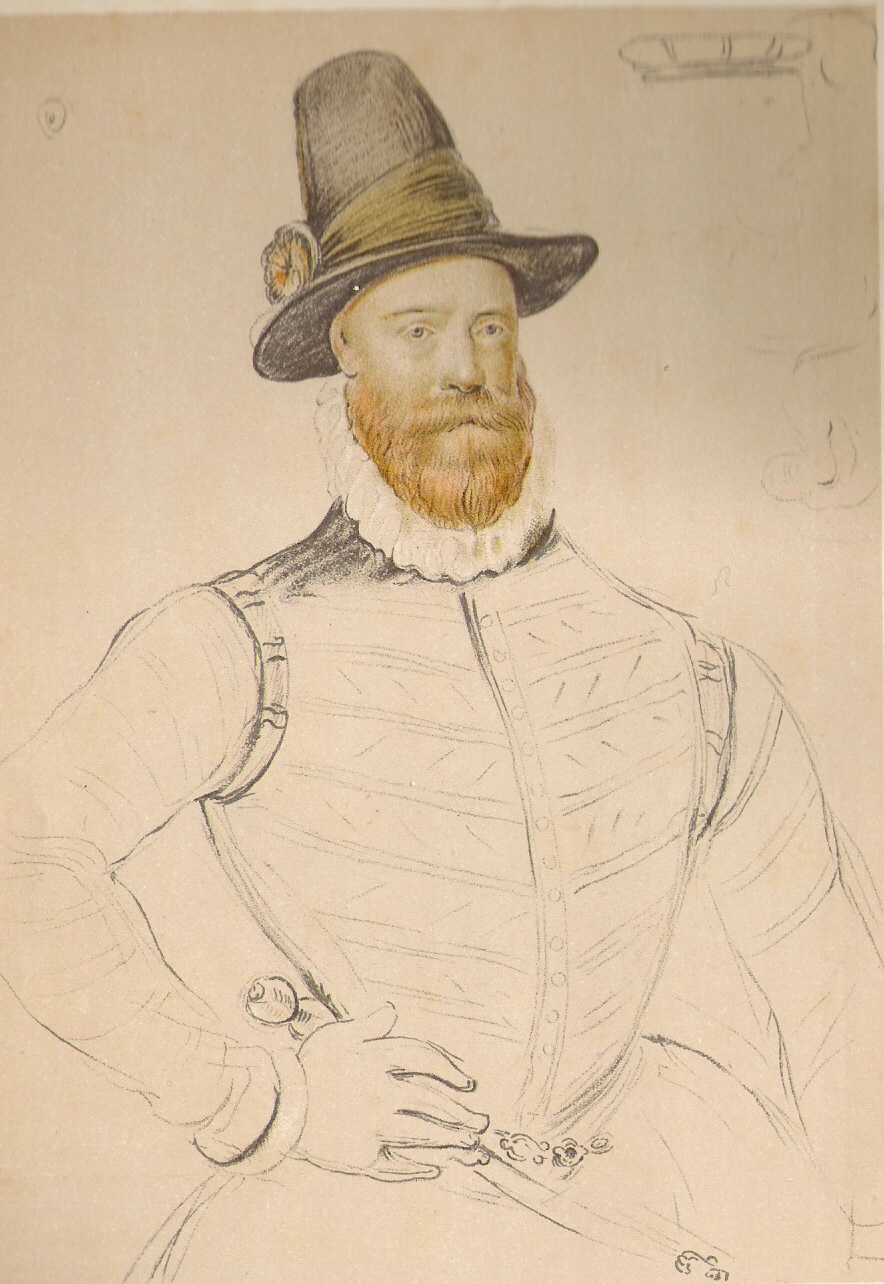
James Douglas, 4. Earl of Morton, Regent von Schottland 1572–1578

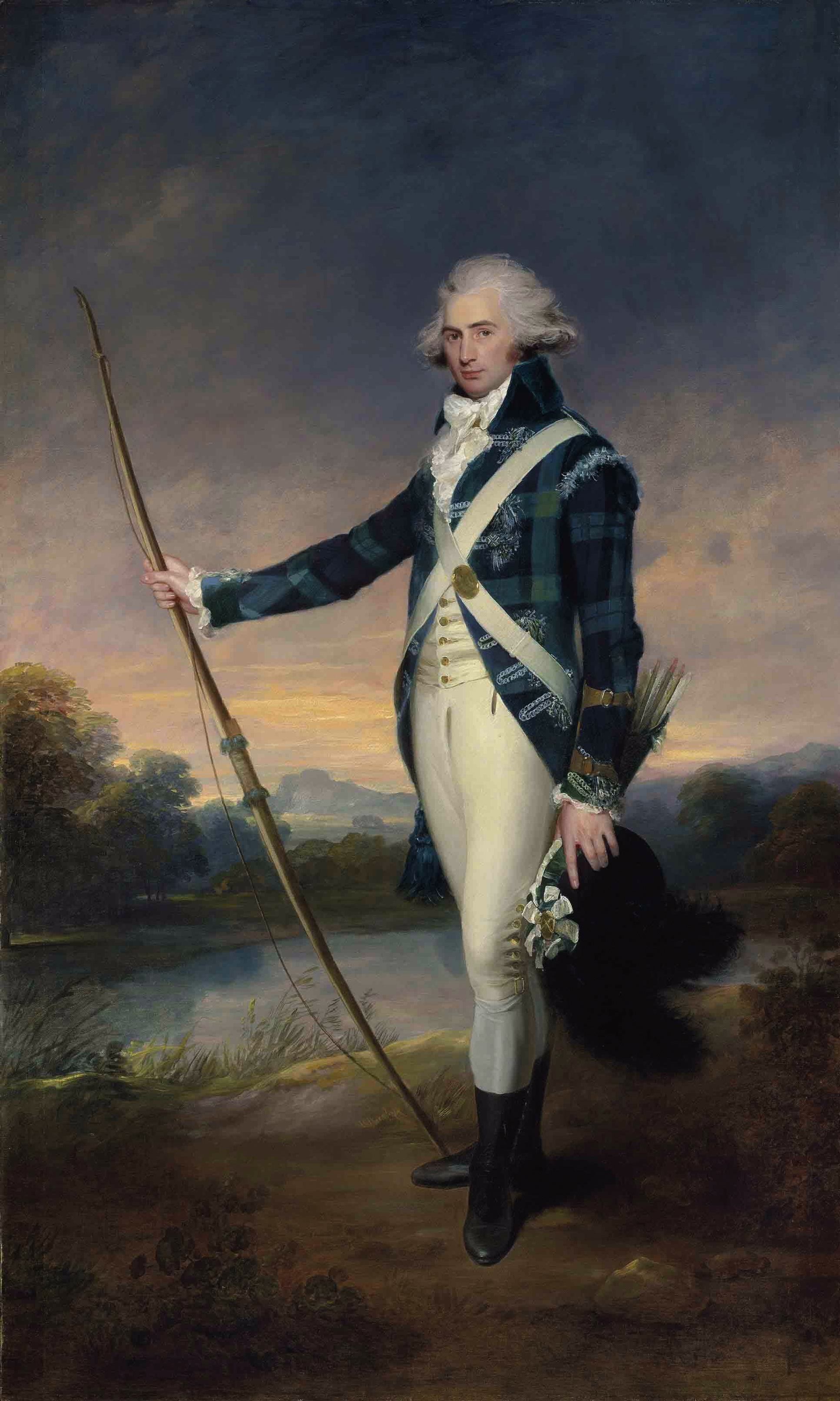
George Douglas, 16. Earl of Morton in der Uniform der Royal Company of Archers

### Earls of Morton, erste Verleihung (1458)
- James Douglas, 1. Earl of Morton (1426–1493)
- John Douglas, 2. Earl of Morton († 1513)
- James Douglas, 3. Earl of Morton († 1548)
- James Douglas, 4. Earl of Morton (um 1516–1581) (Titel verwirkt 1581)
- Archibald Douglas, 8. Earl of Angus, 5. Earl of Morton (1555–1588) (Titel wiederhergestellt 1586)
- William Douglas, 6. Earl of Morton (um 1540–1606)
- William Douglas, 7. Earl of Morton (1582–1648)
- Robert Douglas, 8. Earl of Morton († 1649)
- William Douglas, 9. Earl of Morton († 1681)
- James Douglas, 10. Earl of Morton († 1686)
- James Douglas, 11. Earl of Morton († 1715)
- Robert Douglas, 12. Earl of Morton († 1730)
- George Douglas, 13. Earl of Morton (1662–1738)
- James Douglas, 14. Earl of Morton (um 1703–1768)
- Sholto Douglas, 15. Earl of Morton (1732–1774)
- George Douglas, 16. Earl of Morton (1761–1827)
- George Douglas, 17. Earl of Morton (1789–1858)
- Sholto John Douglas, 18. Earl of Morton (1818–1884)
- Sholto Douglas, 19. Earl of Morton (1844–1935)
- Sholto Douglas, 20. Earl of Morton (1907–1976)
- John Douglas, 21. Earl of Morton (1927–2016)
- John Douglas, 22. Earl of Morton (* 1952)

Titelerbe (Heir apparent) ist der einzige Sohn des jetzigen Earls, John David Sholto Douglas, Lord Aberdour (* 1986).

### Earls of Morton, zweite Verleihung (1581)
- John Maxwell, 1. Earl of Morton, 7. Lord Maxwell (1553–1593)
- John Maxwell, 8. Lord Maxwell, de iure 2. Earl of Morton (1583–1613)
- Robert Maxwell, 9. Lord Maxwell, de iure 3. Earl of Morton (1586–1646) (Verzicht auf Earldom of Morton, dafür zum Earl of Nithsdale erhoben, 1620)

## Familiensitze

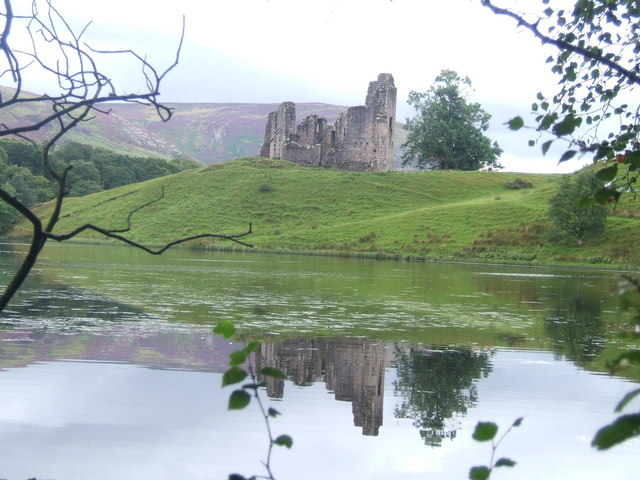
Morton Castle, königliches Geschenk an den 1. Earl of Morton
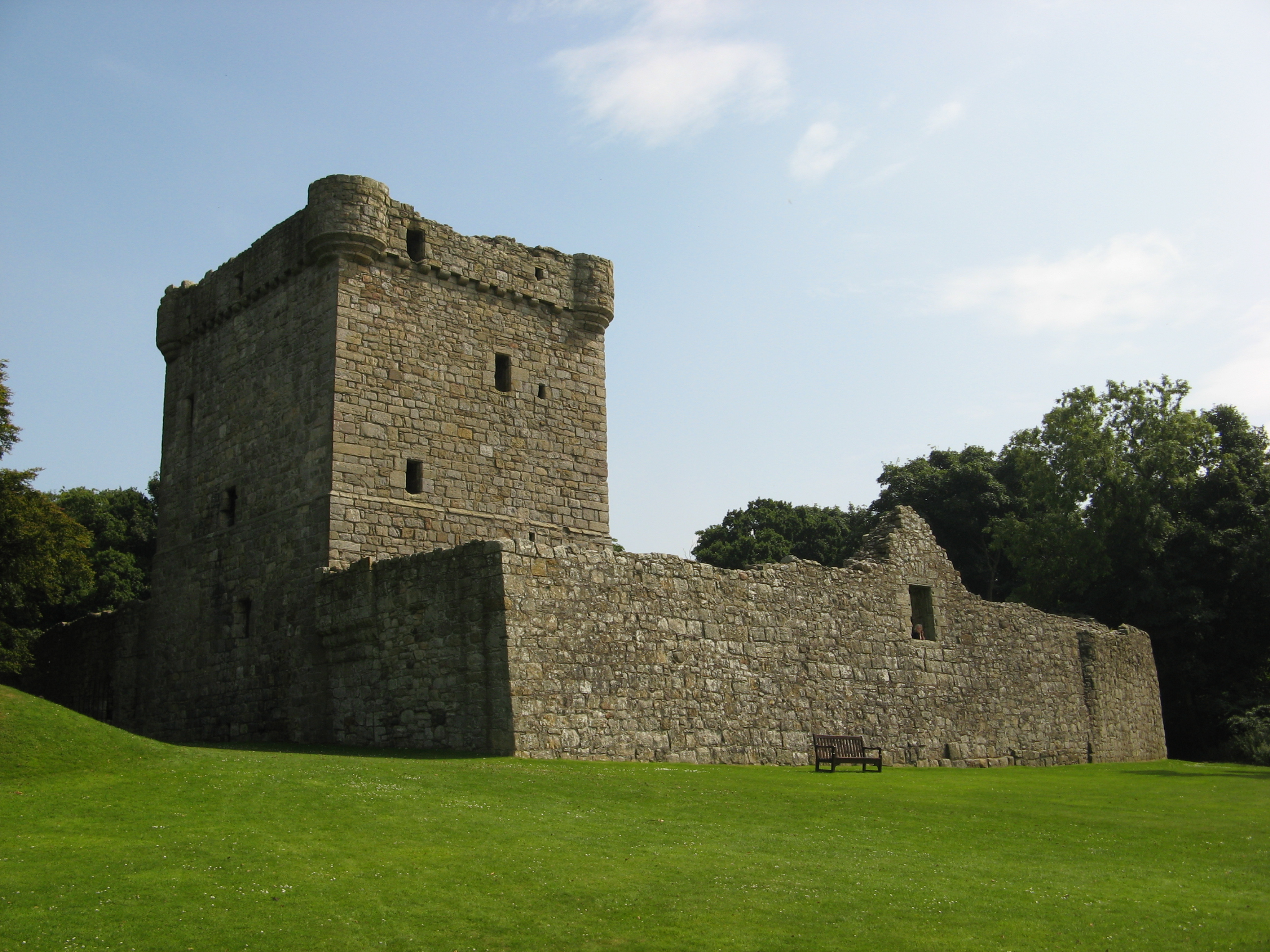
Loch Leven Castle, Stammsitz der Mortons im 15./16. Jh., Gefängnis Maria Stuarts unter William of Lochleven
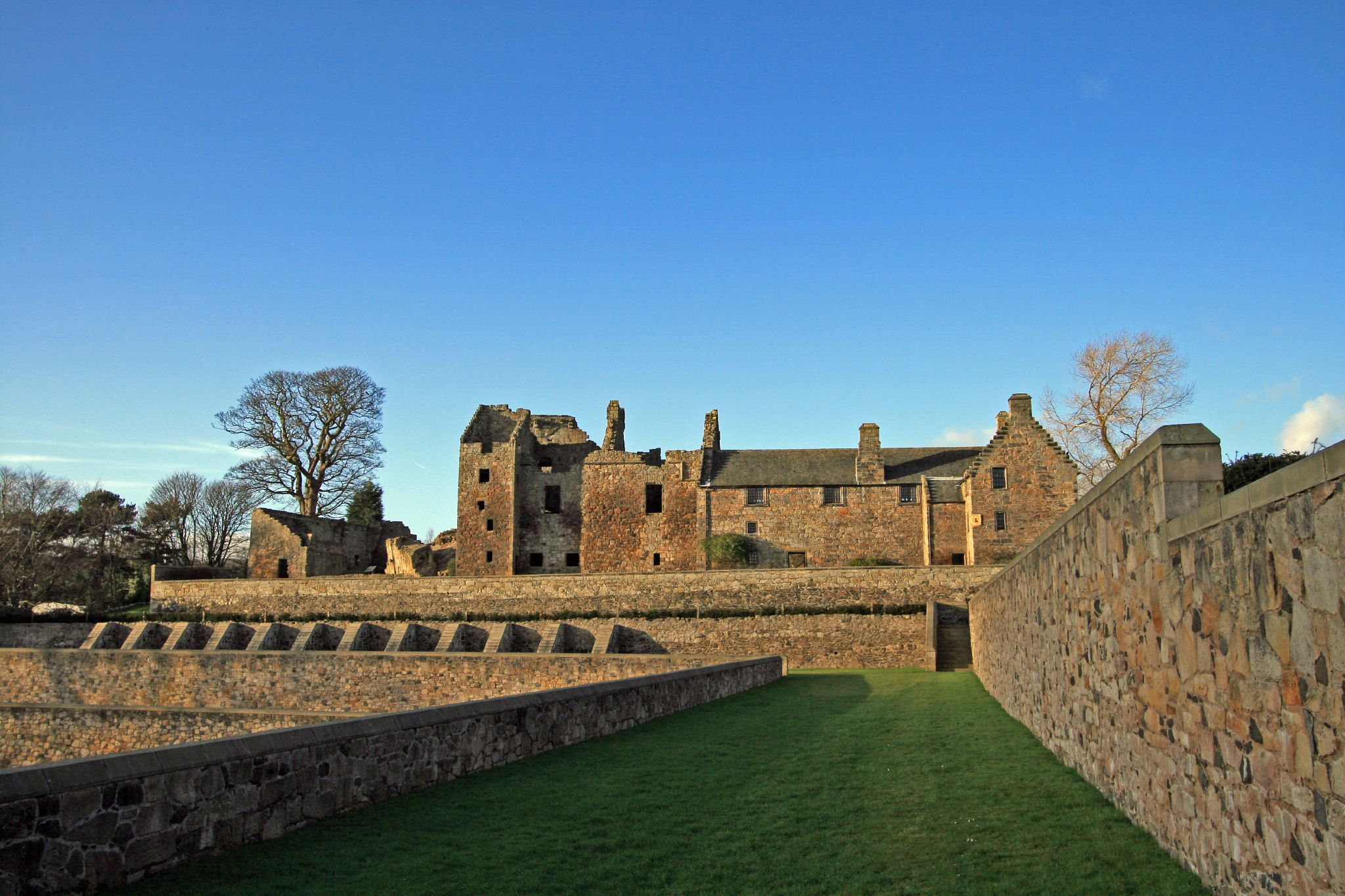
Aberdour Castle, Sitz der Mortons im 17. Jh.
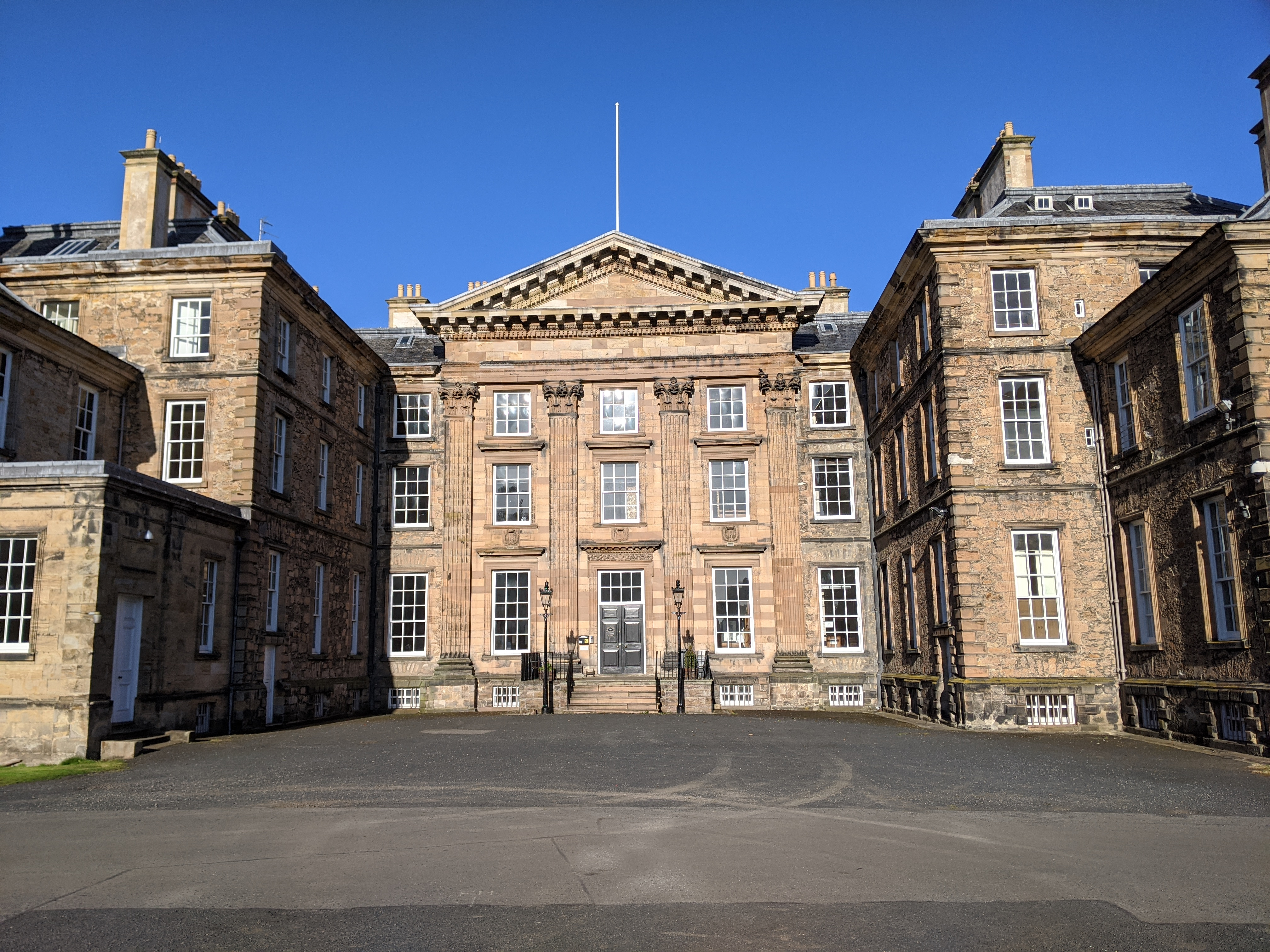
Dalkeith House, Sitz der Mortons im 17. Jh. (heutiger Barockbau nach 1700)
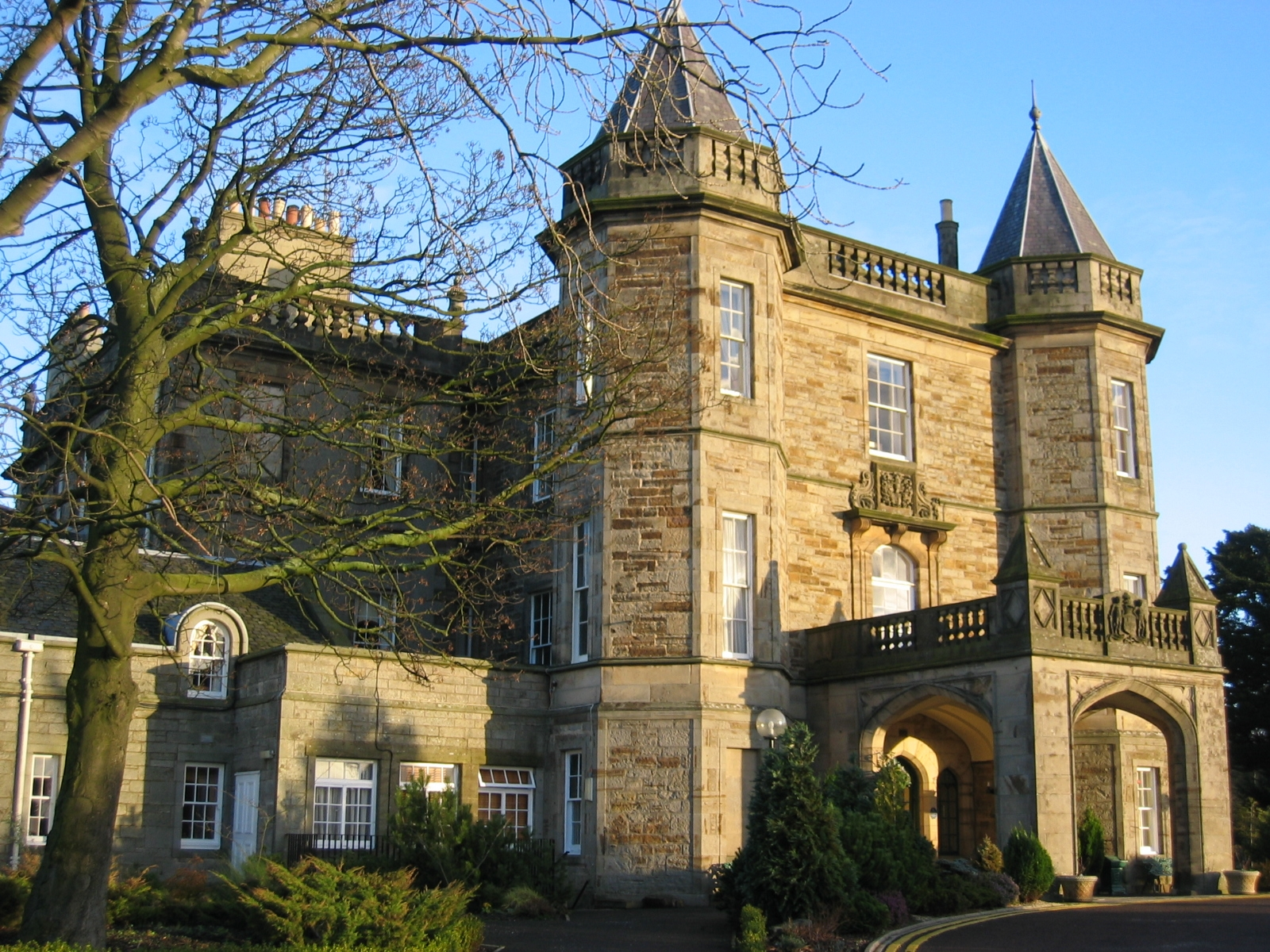
Dalmahoy House bei Edinburgh, Familiensitz seit 1750